# Antilopa albastră
Antilopa albastră (Hippotragus leucophaeus) sau căpriorul albastru (în afrikaans: blaubok pronunțat [ˈblau̇ˌbäk]) este o specie dispărută de antilopă, care a trăit în Africa de Sud până în jurul anului 1800. Este congenerică cu antilopa dereșă și antilopa samur (aparținând genului Hippotragus), dar era mai mică decât acestea două. A fost uneori considerată o subspecie a antilopei dereșe, dar un studiu genetic a confirmat-o ca specie distinctă.

## Taxonomie și etimologie
În 1776, zoologul german Peter Simon Pallas a descris formal antilopa albastră ca Antilope leucophaeus. În 1853, zoologul olandez Coenraad Jacob Temminck a declarat că specimenul tip era un adult de sex masculin, împăiat, acum în Centrul de Biodiversitate Naturalis din Leiden (anterior Muzeul Regal de Istorie Naturală), colectat în Swellendam și prezent în Haarlem înainte de 1776. S-a pus sub semnul întrebării dacă acesta a fost de fapt specimenul tip, dar în 1969, zoologii olandezi Antonius M. Husson și Lipke Holthuis l-au selecționat ca lectotip al unei serii de sintipuri, dat fiind că Pallas se poate să fi bazat descrierea lui pe mai multe specimene.
În 1846, zoologul suedez Carl Jakob Sundevall a mutat antilopa albastră și rudele sale cele mai apropiate către genul Hippotragus; inițial, el numise acest gen drept antilopa dereșă (H. equinus) în 1845. Această revizuire a fost acceptată de comun acord de către alți scriitori, precum zoologii britanici Philip Sclater și Oldfield Thomas, care au restricționat genul Antilopa la antilopa indiană (A. cervicapra) în 1899. În 1914, numele Hippotragus a fost depus pentru conservare (astfel încât numele de gen mai vechi, neutilizate să poată fi suprimate) la Comisia Internațională privind Nomenclatura Zoologică (the International Commission on Zoological Nomenclature, ICZN), având antilopa albastră ca specie tip. Cu toate acestea, numirea originală a genului, din 1845, având antilopa dereșă ca specie singulară, a fost trecută cu vederea și ulterior suprimată de ICZN, ceea ce a condus la unele confuzii taxonomice. În 2001, ecologistul britanic Peter J. Grubb a propus ca ICZN ar trebui să anuleze suprimarea făcută numirii din 1845 și să facă antilopa dereșă specia tip de Hippotragus, deoarece se cunoaște prea puțin despre antilopa albastră pentru ca aceasta să fie o specie tip de încredere. Acest lucru a fost acceptat de către comisie în 2003.